# Wladimir Semjonowitsch Wyssozki

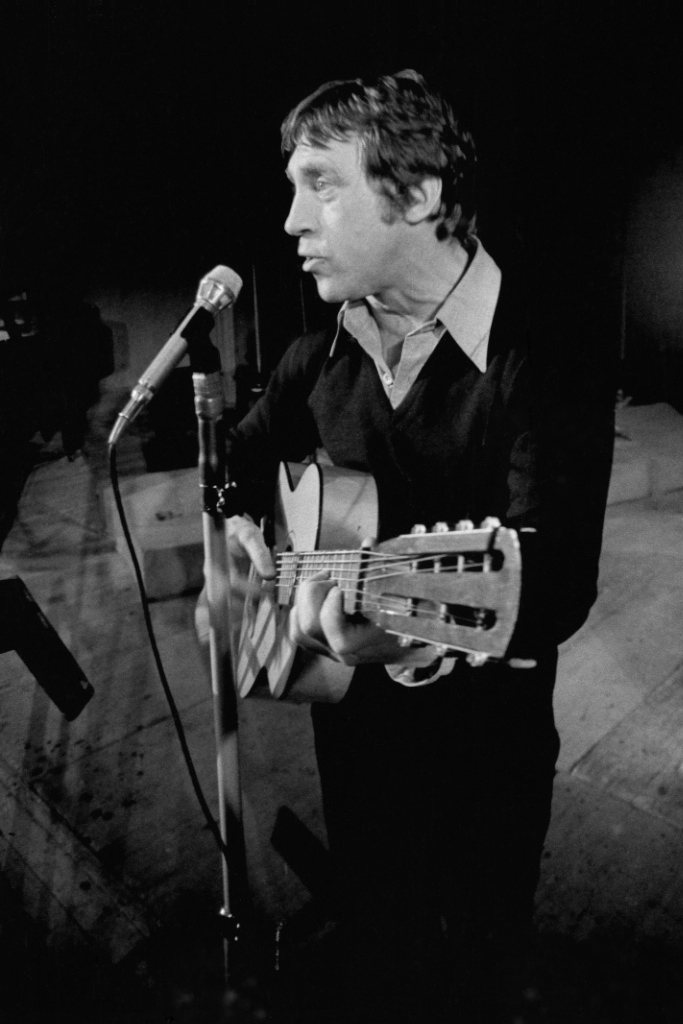
Wladimir Wyssozki (1979)

Wladimir Semjonowitsch Wyssozki (russisch Владимир Семёнович Высоцкий, wiss. Transliteration Vladimir Semënovič Vysockij; geboren am 25. Januar 1938 in Moskau; gestorben am 25. Juli 1980 ebenda) war ein russischer Schauspieler, Dichter und Sänger.
Auch wenn seine Platten beim staatseigenen Melodija-Label verlegt wurden, war Wyssozki ein für den Staat äußerst unbequemer Dichter und Sänger. In seinen Liedern sang er auch über Themen, die es offiziell in der Sowjetunion nicht gab: Prostitution, Verbrechen, Antisemitismus. Er ist auch heute noch ein fester Begriff in Russland und den anderen ehemaligen Sowjetrepubliken und gilt dort als der größte Liedermacher des 20. Jahrhunderts.
Da die meisten seiner Lieder aufgrund ihres freisinnigen und kritischen Inhalts von offizieller Seite nicht veröffentlicht wurden, wurden Tonbandmitschnitte seiner Konzerte nach dem Samisdat-Prinzip verbreitet und kursierten millionenfach im ganzen Land. Seinen Lebensunterhalt bestritt Wyssozki mittels seiner Engagements im Taganka-Theater und in den Filmen, in denen er trotz des Widerstands der Behörden doch mitspielen durfte.

## Leben

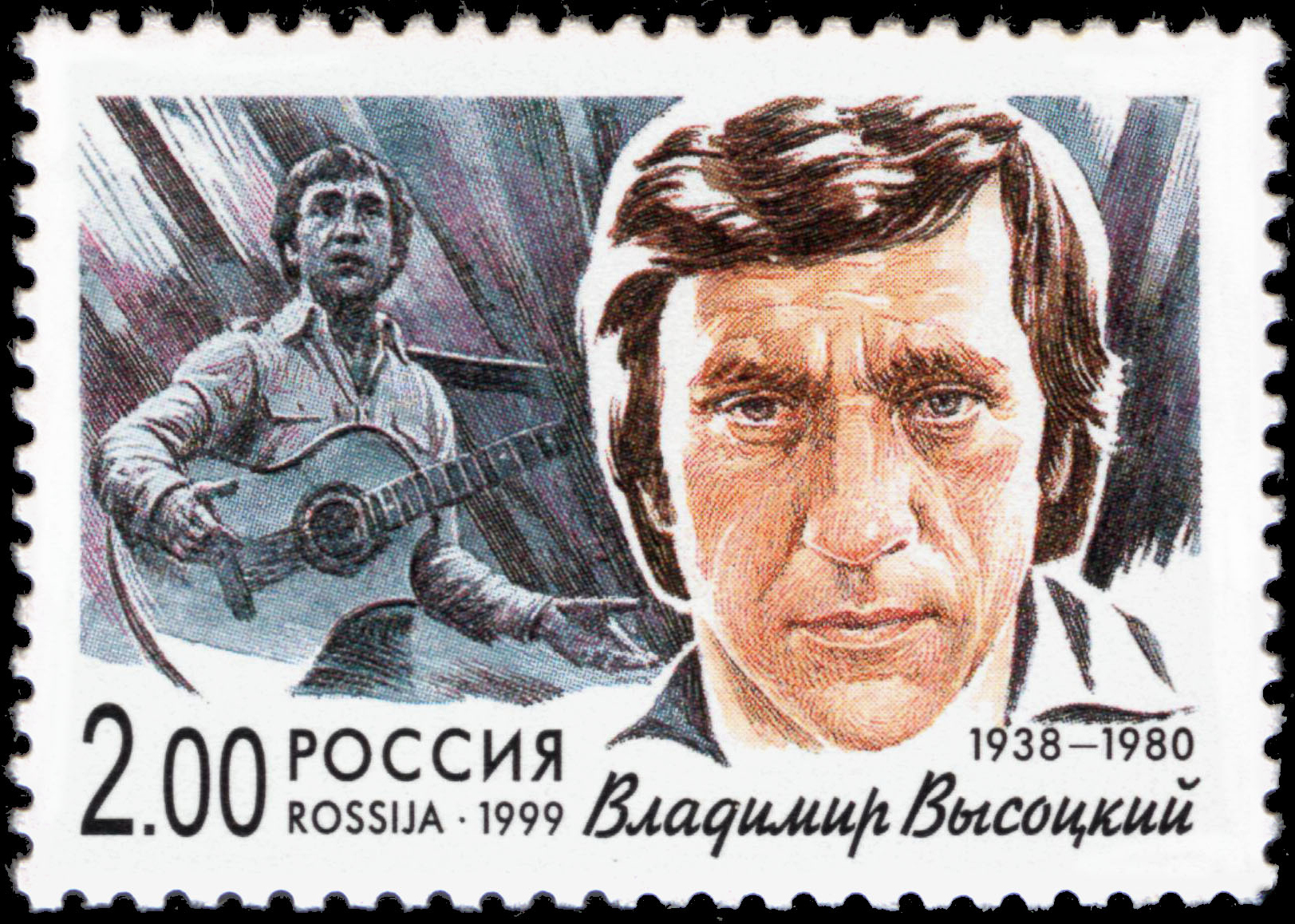
Briefmarke Russlands, Wladimir Wyssozki, 1999, 2 Rubel (Michel 761, Scott 6547)

Wladimir Wyssozki wurde 1938 in Moskau geboren. Während des Zweiten Weltkriegs wurden er und seine Mutter für zwei Jahre in die Stadt Busuluk im Ural evakuiert. Von 1947 bis 1949 lebte er mit seinem Vater, einem Oberst der sowjetischen Armee, der jüdischer Abstammung war, und dessen zweiter Frau in Eberswalde, wo er Klavierspielen lernte. Nach der Rückkehr nach Moskau wohnte er in der Bolschoi-Karetny-Gasse, der er in dem Lied „Gde twoi semnadzat let? Na Bolschom Karetnom! …“ („Wo sind deine siebzehn Jahre? In der Bolschoi-Karetny-Gasse!…“) ein Denkmal setzte.
Nach dem Schulabschluss im Jahre 1955 begann er ein Studium am Moskauer Institut für Bauingenieurwesen, das er jedoch bereits nach einem Semester wieder abbrach. Stattdessen wurde er 1956 Schüler an der Schauspielschule des Moskauer Kunsttheaters, wo er auch seine erste Frau Isa Schukowa traf. Hier lernte er den bekannten Dichter und Chansonnier Bulat Okudschawa kennen und wurde oft ins Haus des Schriftstellers Andrei Sinjawski eingeladen. 1960 hatte er seine ersten Theater- und Filmauftritte. 1961 lernte er seine zweite Frau, Ljudmila Abramowa, kennen und begann seine ersten Lieder zu schreiben. 1964 wurde er Mitglied des Ensembles des Taganka-Theaters und schrieb zum ersten Mal Lieder für einen Film. 1967 lernte er in Moskau die französische Schauspielerin Marina Vlady kennen, die er im Dezember 1969 heiratete. In den siebziger Jahren reiste er mit dem Ensemble des Taganka-Theaters mehrmals zu Gastspielen ins Ausland, unter anderem nach Frankreich und in die USA. Am 18. Juli 1980 trat er im Taganka-Theater das letzte Mal in seiner berühmtesten Rolle auf – der des Hamlet. Am 25. Juli, im Alter von nur 42 Jahren, starb Wladimir Wyssozki in seiner Wohnung an Herzversagen. Die Hauptgründe für seinen frühen Tod dürften seine schwere Alkoholkrankheit und Morphiumabhängigkeit gewesen sein.
Am 28. Juli wurde Wyssozki auf dem Wagankowoer Friedhof beigesetzt. Da in jenen Tagen in Moskau die Olympischen Spiele stattfanden und die Staatsführung einen politischen Eklat auf jeden Fall vermeiden wollte, blieb der Tod Wyssozkis von den sowjetischen Medien unerwähnt. Dennoch verbreitete sich die Nachricht in der Bevölkerung wie ein Lauffeuer, und das Begräbnis geriet zur größten nicht staatlich verordneten Demonstration, die Moskau bis dahin gesehen hatte. Wyssozki wurde im Kostüm des Hamlet zu Grabe getragen.
Wyssozki war vor allem Dichter, was er auch öfters betonte. Musikalisch wird Wyssozki unterschiedlichen Genres zugerechnet. In vielen Darstellungen wird er dem Barde-Genre zugerechnet, ein Typus, der viel Ähnlichkeit hat mit deutschsprachigen Liedermachern. Andere sehen seinen Schwerpunkt stärker im russischen Chanson beheimatet – einem eigenen, stark mit der russischen Halb- und Unterwelt verbundenen Genre der russischen Populärmusik. Verglichen mit anderen russischen Interpreten, genießt Wyssozki auch in Deutschland einen gewissen Bekanntheitsgrad. Das DKP-nahe Label pläne veröffentlichte in den 1980er und 1990er Jahren einige LPs mit Liedern von Wyssozki.
1987 wurde ihm postum der Staatspreis der UdSSR verliehen. Laut einer 2018 durchgeführten Umfrage ist Wyssozki eine der bedeutendsten Persönlichkeiten Russlands des 20. Jahrhunderts und belegte dabei den 2. Platz (hinter Juri Gagarin). Der Asteroid des äußeren Hauptgürtels (2374) Vladvysotskij wurde nach ihm benannt.

## Zitat
„Hamlet hasst Rache und Gemeinheit, aber er kommt davon nicht los, er macht alles, wie die Menschen, gegen die er kämpft, obwohl er glücklich wäre, es nicht zu tun. Er möchte nicht töten, aber er wird töten und weiß das. Er kann diesen Kreis nicht verlassen, kommt nicht los von den Gesetzen und Konventionen, die seine Umgebung anbietet. Deshalb ist er verzweifelt, deshalb verliert er den Verstand!“

## Diskografie (Auswahl)
- Von der Erde – Und andere Lieder (Pläne, 1980)
- Wir drehen die Erde (Pläne, 1988)
- Lieder vom Krieg (Pläne, 1995)
- Vladimir VISOTZKY/ Владимир Высоцкий, Мелодия (1980), STEREO, C60-14761-2, Made in USSR
- Владимир Высоцкий Марина Влади, Мелодия (1974/1987), STEREO, C60 25959 008, Made in USSR
- На концертах Владимира Высоцкого 1
- На концертах Владимира Высоцкого 2, (Spasite naschi duschi), Мелодия (1967/1987), MONO, M60 48025 001, Made in USSR
- На концертах Владимира Высоцкого 3, (Moskwa – Odessa), Мелодия (1967/1988), MONO, M60 48257 006, Made in USSR
- На концертах Владимира Высоцкого 4, (Pesnja o Drusje), Мелодия (1971/1988), MONO, M60 48259 000, Made in USSR
- На концертах Владимира Высоцкого 5, (Mir naschemu Domu), Мелодия (1972/1988), MONO, M60 48501 007, Made in USSR
- На концертах Владимира Высоцкого 6, (Tsuschaja Koleja), Мелодия (1971/1988), MONO, M60 48503 001, Made in USSR

## Filmografie
- 1959: Freundinnen (Сверстницы) – Regie: Wassili Ordynski
- 1961: Der Tollpatsch (Карьера Димы Горина) – Regie: Frunse Dowlatjan, Lew Mirski
- 1962: Landurlaub (Увольнение на берег) – Regie: Felix Mironer
- 1962: 713 erbittet Landeerlaubnis (713-й просит посадку) – Regie: Grigori Nikulin
- 1962: Der Strafstoß (Штрафной удар) – Regie: Weniamin Dorman
- 1963: Die Lebenden und die Toten (Живые и мёртвые) – Regie: Alexander Stolper
- 1965: Unser Zuhause (Наш дом) – Regie: Wassili Pronin
- 1965: На завтрашней улице – Regie: Fjodor Filippow
- 1965: Die Köchin (Стряпуха) – Regie: Edmond Keosajan
- 1966: Sturm an der Steilwand (Вертикаль) – Regie: Stanislaw Goworuchin, Boris Durow
- 1966: Я родом из детства – Regie: Wiktor Turow
- 1968: Kurze Begegnungen (Короткие встречи) – Regie: Kira Muratowa
- 1968: Интервенция – Regie: Gennadi Poloka (kam erst 1987 ins Kino)
- 1968: Es dienten zwei Kameraden (Служили два товарища) – Regie: Jewgeni Karelow
- 1968: Хозяин тайги – Regie: Wladimir Nasarow
- 1969: Опасные гастроли – Regie: Georgi Jungwald-Chilkewitsch
- 1969: Weiße Explosion (Белый взрыв) – Regie: Stanislaw Goworuchin
- 1972: Четвёртый – Regie: Alexander Stolper
- 1973: Ein schlechter, guter Mensch (Плохой хороший человек) – Regie: Iossif Cheifiz
- 1974: Chauffeure in Ketten (Okovani šoferi / Единственная дорога) – Regie: Vladimir Pavlović
- 1975: Iwan und Marja (Иван да Марья) – Regie: Boris Ryzarew
- 1975: Бегство мистера Мак-Кинли – Regie: Michail Schweizer
- 1975: Die Einzige (Единственная) – Regie: Iossif Cheifiz
- 1976: Wie Zar Peter seinen Mohren verheiratete (Сказ про то, как царь Пётр арапа женил) – Regie: Alexander Mitta
- 1977: Zwei Frauen – Regie: Márta Mészáros
- 1979: Die schwarze Katze (Место встречи изменить нельзя) (Fernsehfilm) – Regie: Stanislaw Goworuchin
- 1979: Kleine Tragödien (Маленькие трагедии) (Fernsehfilm) – Regie: Michail Schweizer

## Werke (Auswahl)
- Oksana Bulgakowa, Margit Bräuer (Hrsg.): Zerreißt mir nicht meine silbernen Saiten. 100 Lieder und Gedichte. Deutsch und russisch. Nachdichtungen Reinhold Andert, Aufbau-Verlag, Berlin 1989, ISBN 3-351-01196-2, (Mit 20 Fotos, Noten und einer Schallplatte.)
- Brigitte van Kann (Hrsg.): Wolfsjagd. Gedichte und Lieder.  Russisch und Deutsch, übersetzt und nachgedichtet Martin Remané, Verlag Neue Kritik, Frankfurt/M. 1986, ISBN 3-8015-0210-4. (Mehrere Auflagen)

## Verfilmung
Wyssozkis Sohn, der Drehbuchautor Nikita Wyssozki, erarbeitete mit Regisseur Pjotr Buslow eine Filmbiografie von Wladimir Wyssozki: Wyssozki – Danke, für mein Leben, die am 1. Dezember 2011 in den deutschen Kinos startete.